# Arvid Trolle (1503–1549)
Arvid Joachimsson Trolle, född 5 april 1503, död 4 december 1549 (eller möjligen senare) var en svensk militär och godsägare.

## Biografi
Arvid Trolle var son till den danske riddaren Joachim Trolle och Kristin Herlufsdotter. Han deltog i Gustav Vasas befrielsekrig och blev snart en av dennes mest anlitade och betrodda medhjälpare. Under grevefejden, då han för en kortare tid råkade i fångenskap, var han först amiral och befälhavare för den svenska flottan, sedan hövitsman vid krigsfolket i Skåne. 1537 erhöll han i uppdrag att bege sig till Finland för att i anledning av vissa oroande underrättelser från Ryssland hålla vapensyn där med frälset och iståndsätta fästningarna, och under dackefejden kommenderade han en del av de kungliga trupperna. Bland de nådebevis han blev föremål för, märks att han förlänades inkomsten från Vadstena kloster, 1541 erhöll rätt att uppbära sakören med mera av klostrets landbönder samt före 1545 var förlänad två rättardömen och dess egendomar i Västergötland. Hans egna godsbesittningar som bland annat omfattade Ängsö slott, var även omfattande.

### Egendom
Trolle ägde Ängsö slott i Ängsö socken och Aspenäs i Östervåla som han fick genom sitt giftermål.

### Familj
Trolle gifte sig 10 juli 1538 med Hillevi Knutsdotter (Sparre av Hjulsta och Ängsö) (1518–1548), dotter till riksrådet Knut Bengtsson (Sparre av Hjulsta och Ängsö) och Kerstin Eriksdotter (Gyllenstierna af Lundholm). De fick tillsammans barnen Christina Trolle, Anna Trolle (var död 1608) som var gift med hövidsmannen Knut Haraldsson Soop och häradshövdingen Lage Axelsson Posse, Beata Trolle som var gift med Bengt Månsson (Somme) och ståthållaren Tönne Göransson (Gyllenmåne) och Elsa Trolle (död 1593) som var gift med skeppshövidsmannen Johan Skovgaard, Arvid Oxenstierna (af Eka och Lindö) och kammarjunkaren Nils Knutsson Posse.